# Inger Brochmann
Inger Brochmann (1927 – 15. august 2009) var en dansk forfatter, foredragsholder og Rudolf Steiner-pædagog.

## Biografi
- "Hør min sjæls bøn!".

## Udgivelser
- "Hør min sjæls bøn!" Udgivet på Hernovs Forlag 2003.
- "Stjernebørn, indigobørn - hvem er de?" Udgivet på Sphinx Forlag 2003
- "Så du gnomen?" Hernovs Forlag. Udgivet år: 2001
- "Årstidsfester med leg og sang" - Forlag: Arché - Udgivet år: 1998
- "Fortæl folkeeventyr for dine børn" Udgivet på Hernovs Forlag.
- "Et fødselsdagseventyr og dets baggrund"
- "Livet mellem døden og en ny fødsel - ud fra Rudolf Steiners antroposofi." Udgivet på Sphinx Forlag.
- "En ny fest - Sankt Michaelsfesten" Forlag: Brage - Udgivet år: 1988
- "Biodynamisk jordbrug - fra vision til virkelighed - biodynamiske bønder fortæller" Forlag: Hernov - Udgivet år: 1988
- "Menneske - hvor blev du af? - vil du stiltiende ofre de ufødte på forskningens alter?" Forlag: Hernov - Udgivet år: 1985
- "Jule-og hellig tre kongers-spil" Forlag: Brage - Udgivet år: 1984
- "Det ukuelige liv" Hernovs Forlag - Udgivet år: 1983
- "Oprør fra mødrene" Forlag: Hernovs - Udgivet år: 1982
- "Sangen om "Lille ny" Forlag: Hernov, 1981
- "Gør vi vores børn fortræd?" Hernovs Forlag - Udgivet år: 1979.